# Анна Румане-Кеніне
Анна Румане-Кеніне (латис. Anna Rūmane-Ķeniņa, 13 листопада 1877, Єлгава — 9 листопада 1950 Рига) — латиська письменниця, викладач, дипломат і громадський діяч. Одна з підписантів Меморандуму Центральної Ради Латвії від 17 березня 1944. Член Народної ради Латвії.

## Біографія

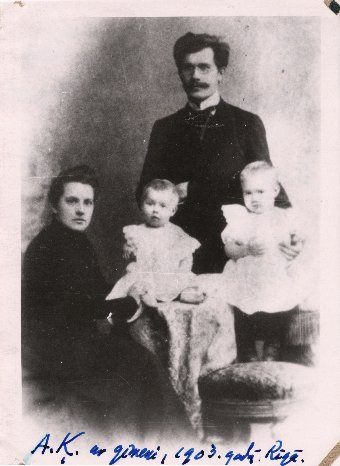
Анна Румане-Кеніне з родиною

Народилася 13 листопада 1877 в Єлгаві в сім'ї залізничника. У 1896 закінчила Єлгавського жіночу гімназію (латис. Hohere Tochterschule).
У 1905 майбутній чоловік — Атіс Кенін закінчує будівництво будівлі за адресою Тербатас 15/17. 1 вересня 1905 Анна Кенін відкриває в будівлі Жіночу гімназію. Будівля незабаром стала центром освіти, літератури та мистецтва [3]. Надалі будинок одержав статус архітектурної цінності і стало відома як «Школа Кеніне»..
У 1911 навчалася в Сорбоні, а з 1913 в Женевському університеті. У 1916 закінчила Педагогічний інститут імені Жана-Жака Руссо в Женеві. З 1917 по 1919 — референт Балтійських справ у відділі преси Міністерства зовнішніх справ Франції. У 1918 брала участь у створення журналу «латис. Revue Baltique».
У 1919 повертається в Латвію. Бере участь у редакційній комісії Латвійського жіночого корпусу допомоги. У тому ж році їде в Париж де працює керуючої бюро преси міністерства зовнішніх справ Латвії. У 1921 створює Французький альянс в Латвії. У цьому ж році була нагороджена французьким орденом «фр. Palmes Academiques» 1 ступеня. У 1923 вийшла заміж за педагога і дипломата Атіса Кеніне. У 1925 році і з 1928 по 1929 лектор по журналістиці і письменницької майстерності в США. У 1926 нагороджена Орденом Трьох зірок 4 ступеня.
У 1944 емігрувала до Німеччини. Після війни тяжко хворіла і повернулася в Латвію.
У пресі друкувалася під псевдонімом Aina Rasmere. Писала на теми педагогіки, політики і прав жінок. Перша публікація «латис. Dzīvot gribas» вийшла в газеті «латис. Pēterburgas Avīzes». У 1908 в друк вийшла драма «латис. Melnais ērglis» (Черний орел).
Семья:
- Чоловік — Кеніне Атіс — поет, педагог и дипломат.
- Сын — Талівалдіс Кеніньш — композитор
- Внук — Юріс Кеніньш — композитор

Померла 9 листопада 1950, похована на Великому кладовищі.